# Ginsiana obscura
Ginsiana obscura är en stekelart som beskrevs av Erdös och Novicky 1955. Ginsiana obscura ingår i släktet Ginsiana, och familjen sköldlussteklar. Arten är reproducerande i Sverige.